# Uniwersytecki Szpital Dziecięcy w Krakowie
Uniwersytecki Szpital Dziecięcy w Krakowie (popularnie: Prokocim) – szpital kliniczny znajdujący się w Krakowie, w dzielnicy XII Bieżanów-Prokocim przy ul. Wielickiej 265, w Prokocimiu.
Szpital powstał na bazie oddziału pediatrycznego krakowskiego Szpitala św. Łazarza. Oddział ten istniał od 1864. Nową, odległą od centrum miasta, siedzibę wzniesiono dzięki wsparciu Polonii amerykańskiej i finansowaniu rządu Stanów Zjednoczonych. Uroczyste otwarcie miało miejsce w 1965. Placówka nazywała się Instytut Pediatrii Akademii Medycznej w Krakowie, a później Polsko-Amerykański Szpital Dziecięcy. Używano także nazwy Polsko-Amerykański Instytut Pediatrii. Kolejne skrzydła otwarto w latach: 1974, 1990, 1993.
Szpital odwiedzili m.in.: prezydent USA Gerald Ford (1975), wiceprezydent George Bush (1987) i papieże Jan Paweł II (1991) i Franciszek (2016). W roku 2016 na terenie szpitala uruchomione zostało lądowisko sanitarne.
W USD znajduje się 13 oddziałów szpitalnych, na bazie których funkcjonuje 10 klinik Uniwersytetu Jagiellońskiego. W szpitalu działają także 33 poradnie specjalistyczne.